# علی‌اکبر حیدری (نویسنده)

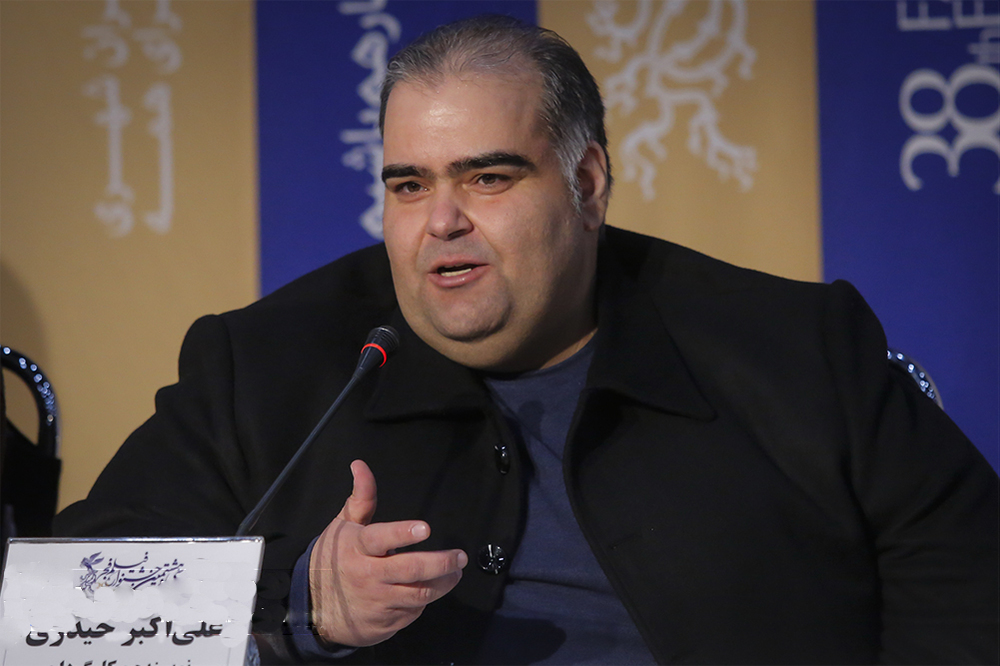

علی اکبر حیدری (زاده بهمن ۱۳۵۷ - تهران) نویسنده، فیلم‌نامه‌نویس، کارگردان اهل ایران است.

## زندگی
علی اکبر حیدری در ۱۲ بهمنِ ۱۳۵۷ در تهران به دنیا آمد. او تحصیلاتش را در رشته حسابداری به اتمام رسانده است. حیدری نوشتن فیلمنامه را از سال ۱۳۸۲ آغاز کرد و تا سال ۱۳۸۵ ادامه داد اما در این سال با رها کردن فیلمنامه‌نویسی به‌طور جدی به نوشتن داستان پرداخت. در سال‌های ۱۳۸۸ و ۱۳۸۹ دو مجموعه داستان کوتاهش، «هایدپارک، زیر باران» و «پس‌لرزه‌ها» از سوی وزارت ارشاد غیرقابل چاپ تشخیص داده شد تا مجموعه داستان کوتاه «بوی قیر داغ» به عنوان اولین کتابش شناخته شود. مجموعه داستان «بوی قیر داغ» با استقبال خوب منتقدین و خوانندگان خیلی زود به چاپ سوم رسید.
در سال ۱۳۹۲ او با همکاری امید بنکدار و کیوان علی‌محمدی، با اقتباس از داستان «ممکن است خیلی‌ها برای مردنش گریه کرده باشند» از مجموعه داستان «بوی قیر داغ» فیلمنامهٔ فیلم سینمایی «ارغوان (فیلم)» را نوشت که در سال ۱۳۹۳ به اکران عمومی درآمد.
او بعد از چند سال انتظار برای دریافت مجوز چاپ، رمان «تپهٔ خرگوش» را در سال ۱۳۹۵ منتشر کرد. این رمان با توجه به موضوع حساسش بسیار مورد توجه قرار گرفت. در سال ۱۳۹۵ فیلم سینمایی «گیلدا» بر اساس فیلمنامه‌ای از تیم سه نفرهٔ او و امید بنکدار و کیوان علی‌محمدی ساخته شد. در سال ۱۳۹۷ فیلمنامهٔ «سینما شهر قصه» را دربارهٔ تاریخ سینمای ایران همراه با کیوان علی‌محمدی نوشت و کارگردانی کرد. رمان «استخوان» را در سال ۱۳۹۸ توسط نشر چشمه به چاپ رساند. در سال ۱۴۰۰ فیلم «۲۸۸۸» را به همراه کیوان علی‌محمدی دربارهٔ خلبانان نیروی هوایی در جنگ هشت سالهٔ ایران و عراق، نوشت و ساخت. در سال ۱۴۰۱ مجموعه داستان «بی‌رد خون» را با موضوع سانسور، در نشر چشمه منتشر کرد.

## آثار
- مجموعه داستان کوتاه «بوی قیر داغ» نشر روزنه- ۱۳۹۱
- فیلمنامهٔ فیلم سینمایی «ارغوان (فیلم)» - ۱۳۹۳
- رمان «تپهٔ خرگوش» نشر روزنه- ۱۳۹۵
- فیلمنامهٔ فیلم سینمایی «گیلدا (فیلم)» - ۱۳۹۵
- فیلمنامه و کارگردانی فیلم سینمایی «سینما شهر قصه (فیلم)» - ۱۳۹۷
- رمان «استخوان» نشر چشمه- ۱۳۹۸
- فیلمنامه و کارگردانی فیلم سینمایی «۲۸۸۸» - ۱۴۰۰[۶][۷][۸]
- مجموعه داستان کوتاه «بی‌رد خون» نشر چشمه- ۱۴۰۱

## دست‌آوردها
- مجموعه داستان «بوی قیر داغ»: مجموعه داستان شایسته تقدیر دوره‌های سیزدهم و چهاردهم جایزهٔ مهرگان ادب- ۱۳۹۳[۹]
- مجموعه داستان «بوی قیر داغ»: نامزده نهایی بهترین مجموعه داستان سومین دوره جایزهٔ کتاب سال هفت اقلیم- ۱۳۹۲[۱۰]
- رمان «تپهٔ خرگوش»: رمان برگزیده از نگاه مخاطبان هفتمین دوره جایزهٔ کتاب سال هفت اقلیم- ۱۳۹۶[۱۱]
- رمان «تپهٔ خرگوش»: رمان شایستهٔ تقدیر هفتمین دوره جایزهٔ کتاب سال هفت اقلیم- ۱۳۹۶
- رمان «تپهٔ خرگوش»: نامزد نهایی بهترین رمان دهمین دوره جایزهٔ ادبی جلال آل‌احمد- ۱۳۹۶[۱۲]
- رمان «تپهٔ خرگوش»: نامزد نهایی بهترین رمان اولین دوره جایزهٔ احمد محمود- ۱۳۹۶[۱۳]
- رمان «استخوان»: برندهٔ بهترین رمان اولین دوره جایزه ادبی مشهد- ۱۴۰۰[۱۴]
- داستان کوتاه «ممکن است خیلی‌ها برای مردنش گریه کرده باشند» در میان داستان‌های برگزیدهٔ سیزدهمین دوره جایزهٔ هوشنگ گلشیری- ۱۳۹۲[۱۵]
- داستان کوتاه «سوزش زیر پلک‌ها» در میان داستان‌های برگزیدهٔ جشنوارهٔ تیرگان کانادا- ۲۰۱۱
- داستان کوتاه «جاده، سکون. جاده، هیاهو» در میان داستان‌های برگزیدهٔ جشنوارهٔ تیرگان کانادا- ۲۰۱۳[۱۶]
- فیلم «سینما شهر قصه»: جایزه ویژهٔ هیئت داوران دهمین دوره جشنوارهٔ فیلم‌های ایرانی استرالیا- ۲۰۲۲